# Waste 'Em All
Waste 'Em All es el álbum debut de la banda de thrash metal Municipal Waste. Este álbum hizo que la banda tenga la atención de Earache Records, con quienes firmaron en mayo de 2004. El nombre del álbum rinde homenaje al debut de Metallica, Kill 'em All.

## Lista de canciones
1. "Executioner (Introducción)" - 1:12
2. "Sweet Attack"- 0:58
3. "Mutants of War" - 1:00
4. "Knife Fight" - 0:50
5. "Drunk as Shit" - 0:58
6. "Death Prank" - 0:11
7. "Substitute Creature" - 1:01
8. "Waste 'Em All" - 1:30
9. "Toxic Revolution" - 1:51
10. "I Want to Kill the President" - 0:17
11. "Thrash?! Don't Mind If I Do" - 0:56
12. "Dropped Out" - 0:46
13. "Blood Hunger" - 1:10
14. "Jock Pit" - 1:15
15. "The Mountain Wizard" - 1:25
16. Sin Título (Pista oculta) - 2:09